# Bel Ami (filme)
Bel Ami (bra: Bel Ami - O Sedutor; prt: Bel Ami) é um filme franco-ítalo-britânico de 2012, do gênero drama romântico, dirigido por Declan Donnellan e Nick Ormerod, com roteiro de Rachel Bennette baseado no romance homônimo de Guy de Maupassant.
O filme é estrelado por Robert Pattinson, Uma Thurman, Kristin Scott Thomas, Christina Ricci e Colm Meaney. .

## Sinopse
A trama gira em torno de George Duroy, jovem sedutor e ambicioso que percorre os bares de Paris, na década de 1890, utilizando seu charme para conquistar mulheres da alta sociedade e melhorar sua situação social.

## Elenco
- Robert Pattinson como Georges Duroy. Pattinson descreveu seu personagem como sendo "totalmente imoral".[6]
- Uma Thurman como Madeleine Forestier, um interesse amoroso secreto de Duroy.[4]
- Kristin Scott Thomas como outro interesse amoroso de Duroy.[4]
- Christina Ricci como Clotilde
- Colm Meaney como Rousset
- Natalia Tena como Rachel
- Holliday Grainger como Suzanne
- Philip Glenister como Charles

## Produção
Hagen Bogdanski dirigiu a fotografia principal, que começou no início de fevereiro de 2010, em Londres e Budapeste. Simon Fuller, que ajudou a financiar o filme, também serviu como produtor executivo.

## Recepção
No agregador de críticas Rotten Tomatoes, que categoriza as opiniões apenas como positivas ou negativas, o filme tem um índice de aprovação de 28% com base em 94 comentários dos críticos. O consenso crítico do site diz: "Bel Ami contém alguns prazeres deliciosos, mas no geral corre através da narrativa e sofre com uma vaga atuação central de Robert Pattinson." No Metacritic, tem uma pontuação de 42%, o que indica "revisões médias ou mistas".